# 静宁苹果

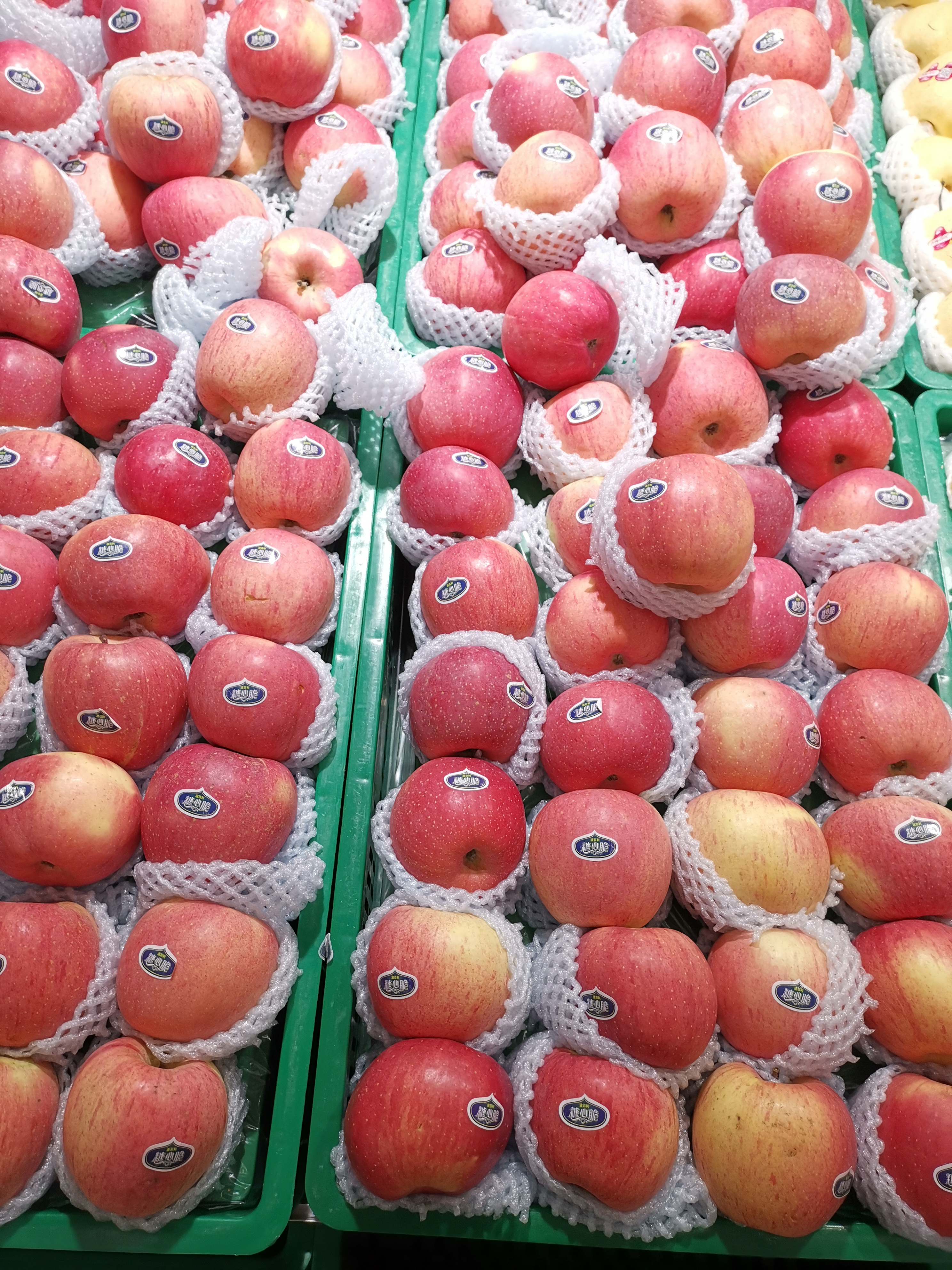
甘肃静宁糖心脆苹果

静宁苹果，是指中华人民共和国甘肃省静宁县的一个特产苹果。中国驰名商标、中国地理标志产品保护认证。

## 沿革
清朝末期，静宁地区淘汰本土柰果，推广种植西方改良苹果品种。早年当地民众主要采用自发零星种植果园，其管理和收益均较为落后。1988年，静宁县政府调查后，提出《关于发展果树生产的决定》，在全县掀起建苹果园的热潮，广泛种植日本红富士品种，从当年2.4万亩提高到2002年的20万亩。2003年，中华人民共和国农业部划定静宁为苹果优势产区，当地政府趁机鼓励民众继续扩大优势，组建静宁县果业局，将果品产业定位为全县第一产业。2006年9月4日，提交获得国家质检总局的中国地理标志产品保护认证。静宁县也成为甘肃省苹果出口第一县。截至2013年，静宁县苹果面积达到101.2万亩，居中华人民共和国县级苹果种植面积之首。
静宁苹果以着色鲜艳、外形美观、肉质细脆为特点。主要以李店河流域的仁大、李店、治平、深沟，以及葫芦河流域的甘沟、古城、城关、城川等地区为主。